# Fahnenschwanz-Kängururatte
Die Fahnenschwanz-Kängururatte (Dipodomys spectabilis) ist ein im westlichen Nordamerika verbreitetes Nagetier in der Gattung der Kängururatten. Das Typusexemplar stammt aus dem Bundesstaat Arizona. Der Artzusatz im wissenschaftlichen Namen bedeutet auffällig und wurde vermutlich von Clinton Hart Merriam aufgrund der Größe oder der recht bunten Färbung gewählt.

## Merkmale
Männchen sind mit einer durchschnittlichen Gesamtlänge von 342 mm, inklusive eines etwa 142 mm langen Schwanzes und mit einem Gewicht von etwa 126 g größer als Weibchen. Diese sind mit einem ungefähr 142 mm langen Schwanz durchschnittlich 338 mm lang und wiegen um 119,5 g. Die Art hat etwa 52 mm lange Hinterfüße und um 16 mm lange Ohren. Im gleichen Gebiet erreichen nur die Wüstenkängururatte und Nelsons Kängururatte eine ähnlich große Statur. Verglichen mit  Nelsons Kängururatte ist die Fahnenschwanz-Kängururatte leicht dunkler und die Quaste am Schwanzende ist größer. Die Wüstenkängururatte weist abweichende Schädelmerkmale auf.
Oberseits ist das Fell ockerfarben bis gelbbraun und manche Haare besitzen schwarze Spitzen. Helle Bereiche befinden sich an den Wangen. Dieses Nagetier hat weiße Flecken vor und hinter den Ohren, weiße Streifen an den Schenkeln und Oberarmen sowie an den Seiten des Schwanzes und ein weißes Ende an der Quaste. Zusätzlich ist die Unterseite weiß gefärbt. Der Schwanz hat eine graue bis schwarze Ober- und Unterseite sowie einen schwarzen vorderen Bereich an der Quaste. Er ist bis auf die Quaste mit kurzen Haaren bedeckt. Der Fellwechsel findet jedes Jahr um den August statt. Typisch ist eine Rille auf jedem oberen Schneidezahn und eine feine und deutliche Rille auf den unteren Schneidezähnen. Auf dem Rücken befindet sich eine Drüse, deren Flüssigkeit Exemplare in nicht sandiger Umgebung schnell feucht werden lässt. Bei der Fahnenschwanz-Kängururatte ist der Penisknochen innerhalb der Gattung im Verhältnis zum Körper am größten. Die Körpertemperatur wird bei Lufttemperaturen von −5 °C bis 15 °C auf 25 °C gehalten. Bei drei untersuchten Unterarten kam ein diploider Chromosomensatz mit 72 Chromosomen vor (2n=72).

## Verbreitung
Dieses Nagetier bewohnt hauptsächlich den Bundesstaat New Mexico und erreicht angrenzende Regionen von Arizona, Texas und das nördliche Mexiko bis zu den Bundesstaaten Sonora und Chihuahua. Eine disjunkte Population lebt in den Bundesstaaten Aguascalientes und San Luis Potosí. Die Art hält sich in Wüsten und Halbwüsten mit spärlicher Vegetation auf. Typische Pflanzen sind Gräser der Gattung Aristida, Bouteloua und Hilaria, Büsche der Gattungen Acacia, Prosopis, Larrea und der Eichenart Quercus havardii sowie Opuntien und Palmlilien. Die Bedeckung mit Sträuchern sollte 20 Prozent nicht übersteigen.

### Unterarten
Je nach Abhandlung werden neben der Nominatform 5 bis 6 Unterarten unterschieden. In der Liste ist der Fundort des Typusexemplars angegeben.
- D. s. baileyi, bei Roswell in New Mexico
- D. s. clarencei, San Juan County, New Mexico
- D. s. cratadon, San Juan County, New Mexico
- D. s. intermedius, Sonora, Mexiko
- D. s. perblandus, Santa Cruz County, Arizona
- D. s. zygomaticus, südliches Chihuahua, Mexiko

## Lebensweise

### Aktivität und Bau
Die nachtaktive Fahnenschwanz-Kängururatte hält keine Winter- oder Sommerruhe. Bei ungünstigem Wetter wie Regen oder Kälte bleibt sie in ihrem Bau. Die Art geht hauptsächlich 20 Minuten nach dem Sonnenuntergang auf Nahrungssuche. Sie bewegt sich in einem Radius bis zu 160 Meter um das Versteck, was Reviere von 410 bis 720 m² ergibt. Diese Taschenmaus meidet helle Mondnächte und sie wird teilweise tagaktiv, wenn neue Gewächse im Sommer Schutz bieten. Wenn notwendig, kann die Art gut schwimmen. Sie badet häufig im Sand zur Fellpflege und zur Markierung des Reviers. Vermutlich dient die Drüsenflüssigkeit auch zur Erkennung von nahen verwandten Individuen.
Der Bau kann im offenen Gelände oder im Schutz eines Busches liegen. Dabei werden oft Hügel, Dämme oder Haufen mit Zweigen um die Eingänge angelegt. Die Hügel um bis zu drei Eingänge können einen Durchmesser von bis zu 10 Meter erreichen, obwohl die meisten einen Radius von 2 Metern haben. Die durchschnittliche Höhe liegt bei 30 cm. Die Gänge zu den Vorratskammern liegen gewöhnlich 50 cm tief und die Tunnel zur Wohnkammer etwas tiefer. Ein normaler Gang ist 11 cm breit und 8 cm hoch. Die Nestkammer hat einen Durchmesser von 15 bis 25 cm und ist mit feinerem Sand gepolstert. Im Bau gibt es keine gesonderten Latrinen. Im Revier können sich zwei bis vier weitere Erdlöcher für kurze Pausen befinden. In New Mexico wurde die durchschnittliche Anzahl der bewohnten Baue mit 1,7 pro Hektar ermittelt. Gelegentlich werden Baue von Präriehunden oder von anderen Kängururatten (meist der Ord-Kängururatte (Dipodomys ordii)) übernommen. Die Fahnenschwanz-Kängururatte duldet den Kaninchenkauz, kleine Echsen, ungiftige Schlangen, Kröten, Kakerlaken, Spinnen und Skorpione in ihrem Bau. Im selben Bau können sich Exemplare der Kleinfuß-Buschratte befinden.

### Nahrung und Fressfeinde
Dieses Nagetier frisst meist Gräser, Kräuter, Pflanzensamen, Blätter und Zweige von Büschen, Sukkulenten, die Früchte von Opuntien und Insekten. Von diesen wird im Bau ein Vorrat angelegt. Die Art klettert ab und zu auf Meerträubel und Palmlilien und verzehrt die Blüten. Auf den Vorräten wachsen verschiedene Pilze.
Die Fahnenschwanz-Kängururatte wird vom Silberdachs, vom Kitfuchs, vom Kojoten, vom Rotluchs, von der Schleiereule und vom Virginia-Uhu gejagt. Bei Teilen der Bevölkerung des Bundesstaates San Luis Potosí zählt dieses Nagetier zur Nahrung.

### Soziales Verhalten und Fortpflanzung
Meist leben ein bis zwei Exemplare und selten drei Individuen in einem Bau. Männchen verteidigen ihr Revier, indem sich der Bau eines Weibchens befinden kann. Bei den wenigen Kämpfen springen die Kontrahenten in die Luft und treten mit den Füßen nach dem Gegner. Manchmal wird das andere Tier mit den Vorderpfoten fortgetragen. Trifft diese Art auf Merriams Kängururatte, ist sie meist überlegen. Kämpfe mit Grashüpfermäusen oder Taschenratten, die allgemein stärker als die Fahnenschwanz-Kängururatte sind, können mit ernsten Verletzungen oder dem Tod enden. Zur Kommunikation quickt oder grummelt die Art und sie verständigt sich mit Fußtrommeln auf dem Boden, wenn sich ein landlebender Feind nähert.
Diese Kängururatte bewegt sich meist hoppelnd, wie ein Känguru, mit den Vorderpfoten als Stützen.
Weibchen können sich zu allen Jahreszeiten fortpflanzen, auch wenn Geburten im Oktober und November sehr selten sind. Nach der Kopulation verschließt sich die weibliche Vagina mit einer gelatine-artigen Masse. Nach 22 bis 27 Tagen Trächtigkeit werden zwei oder selten drei Nachkommen geboren. Je nach Verbreitung kommen bis zu drei Würfe pro Jahr vor. Neugeboren wiegen um 7,8 g, sind nackt, schrumpelig, zahnlos, haarlos und haben geschlossene Ohren. Die Haut ist wie das Fell der Erwachsenen gefärbt mit rosa Tönungen. Jungtiere öffnen ihre Augen nach zwei Wochen und sie werden 20 bis 25 Tage gesäugt. Die Geschlechtsreife tritt etwa nach 300 Tagen ein.

## Gefährdung
Gebietsweise wirken sich die Umwandlung der Trockengebiete in Landwirtschaftsflächen und die Zunahme von Baumgruppen negativ aus. Orkane im Verbreitungsgebiet ließen viele Exemplare sterben. Laut Schätzungen nimmt die Gesamtpopulation über 10 Jahre mit etwas weniger als 30 Prozent ab. Die IUCN listet die Fahnenschwanz-Kängururatte in der Vorwarnliste (near threatened).